# Huxley (Iowa)
Huxley – miasto w Stanach Zjednoczonych, w stanie Iowa, w hrabstwie Story. Zgodnie ze spisem statystycznym z 2000 roku, miasto liczyło 2316 mieszkańców.